# ウエストウイング (小説)
『ウエストウイング』は、日本の小説家津村記久子による小説である。
『小説トリッパー』2009年冬季号から2010年冬季号までに連載された。単行本は、2012年11月7日に朝日新聞出版より刊行された。単行本の装幀は、鈴木成一デザイン室による。単行本の装画は、岸野衣里子による。文庫版は、2017年8月7日に朝日文庫より刊行された。
本作に登場するヒロシは、『エヴリシング・フロウズ』にも登場している。著者の津村は、「本作を執筆したときに、編集担当者が、ヒロシが今後どのようになるのか知りたい、と言ったことが、『エヴリシング・フロウズ』を書くきっかけになった」との旨を述べている。

## あらすじ
三十路を過ぎたネゴロは、老朽化が進み、取り壊されるとの噂がささやかれている雑居ビル「椿ビルディング」の西棟の4階に入居している設計事務所でOLとして勤務しており、日々の業務に追われていた。母子家庭で生活しており、絵を描くことを得意としている、小学5年生のヒロシは、同じビルに入っている進学塾に通っている。20代後半のフカボリは、椿ビルディングの東棟の4階に入居している土質試験の試験センターに勤務している。様々なものが雑然と放置されている西棟の物置き場で、ネゴロ、ヒロシ、フカボリの3人は、お互いのことを何も知らないまま、伝言を使った奇妙な交流を開始する。

## 主な登場人物
ネゴロ
OL。
柳澤
ネゴロの同僚。
りさ
ネゴロの同僚。
ヒロシ
小学5年生。
フカボリ
サラリーマン。

## 書評
文芸評論家の佐々木敦は、「いつもながら、この作者の筆運びは凛（りん）とした佇（たたず）まいで読んでいて気持ちが良い」「読者の肩にそっと手を差し掛けてくれる。その手はほんのり温かい。愛すべき佳品である」と評価している。小説家の西加奈子は、「めっちゃ大きいポカリスエットを病人の枕元にどんと置いて、『隣の部屋におるから』って言ってくれる感じ。恩着せがましくない。品がある」「津村さんの小説には3本柱があって、おもろい、優しい、かっこいい」と評価している。